# Talkbox
Un talk box (o talkbox) és un dispositiu d'efectes de so que permet al seu usuari modificar el so que té un instrument musical canviant la forma de la boca. Aquest efecte pot usar-se per canviar la freqüència del so i per aplicar sons vocals (com a cançons) a un instrument musical, com a la guitarra o al teclat.
Un talk box es compon d'un pedal d'efectes que es recolza en el sòl i que adjunta un altaveu connectat a un tub de plàstic. La caixa permet connectar una sortida d'altaveu d'un amplificador, i alhora un altaveu com el de qualsevol instrument. Un interruptor maniobrable amb el peu permet dirigir el so a l'altaveu del talk box o a l'altaveu normal. L'altre extrem del tub està connectat a un micròfon, per dirigir el so a prop o dins de la boca de l'artista.
Quan està activat, el so de l'amplificador es reprodueix mitjançant l'altaveu del talk box, i dirigit al llarg del tub fins a dins de la boca de l'artista. La forma en la qual posa l'artista la boca, filtra el so, i el micròfon recull el so. La forma de la boca canvia el contingut harmònic del so de la mateixa manera que afecta el so generat per les cordes vocals en parlar. L'artista varia la forma de la boca i la posició de la llengua, canviant el so de l'instrument que s'està reproduint per l'altaveu del talkbox. També, si l'artista vocalitza paraules, semblarà que l'instrument parla. Aquest so deformat surt de la boca de l'artista, i quan entra en el micròfon, se sent una mescla entre la seva veu i la veu generada.
El so pot ser de qualsevol instrument musical, però se sol utilitzar la guitarra, perquè quan els harmònics d'una guitarra elèctrica es modelen amb la boca, produeixen un so molt similar a la veu humana, fent que la guitarra sembli que "parla".

## Història
El talk box va ser inventat per Bob Hulzon de la Holzum Music el 1973 perquè Joe Walsh toqués en directe Rocky Mountain Way. Després ho va patentar Bob Heil, de la Heil Sound.
Jeff Beck va utilitzar el talk box en el seu àlbum Blow By Blow, en la seva versió del She's a Woman de The Beatles. Abans d'això, Beck ho va utilitzar en el Beck Bogert & Appice, un àlbum llançat al novembre de 1973.
En aquest mateix any, Heil li va donar el seu talk box a Peter Frampton com un regal de nadal i Frampton ho va utilitzar repetidament en el seu àlbum Frampton Comes Alive!. A causa de l'èxit de l'àlbum, i particularment dels singles Do You Feel Like We Do i Show Me the Way, Frampton es va convertir en un sinònim d'ús del talk box, malgrat utilitzar-ho solament en una petita part de la seva discografia; de fet al talk box se l'ha anomenat Framptone.
L'any 1988, Heil va vendre els drets de producció a Dunlop Manufacturing Inc., que és l'empresa que segueix construint el Heil Talk Box segons l'estàndard exacte de Bob Heil. Peter Frampton també va vendre la seva pròpia línia de productes framptone, que inclouen un talk box.
També va ser utilitzat pel guitarrista Richie Sambora de Bon Jovi, Slash de Guns N' Roses, Kirk Hammett de Metallica, Matthias Jabs de Scorpions i Joe Perry de Aerosmith, en el tema Sweet Emotion. Més recentment es pot sentir en el solo de la cançó Jambi del disc 10.000 Days del grup Tool i Speak with your heart de Sonic Colour. També es pot apreciar en el tema Carolina del disc Apocalyptic Love de Slash.
El guitarrista Jerry Cantrell d'Alice in Chains utilitza el talk box en el tema Man in the Box de Facelift de l'any 1990.
El guitarrista Richie Sambora de Bon Jovi utilitza el talk box en el tema Livin' on a Prayer de Slippery When Wet en 1986 i en It's My Life de Crush en el 2000.
El guitarrista John Petrucci de Dream Theater utilitza el talk box en el tema Lines in the Sand de Falling into Infinity en el directe de Bucharest en 2002.
David Gilmour, guitarrista de Pink Floyd, també utilitza el talk box en el tema Pigs (Three Different Ones) de l'àlbum Animals i en Keep Talking de l'àlbum The Division Bell. També Brian May, guitarrista de la mítica banda Queen, utilitza el talk box en la cançó Delilah de l'àlbum Innuendo de 1991.
Dave Grohl, cantant i guitarrista de Foo Fighters, utilitza un talk box en la cançó Generator.
Zakk Wylde utilitza un talk box en la cançó Fire It Up de Black Label Society.